# Giuseppe Mazzotti
Giuseppe Mazzotti, detto Bepi (Treviso, 18 marzo 1907 – Treviso, 28 marzo 1981), è stato un critico d'arte, scrittore e saggista italiano.

## Biografia
Nato da padre romagnolo e madre trevigiana, frequentò l'istituto tecnico-matematico "Riccati" di Treviso, iscrivendosi poi alla facoltà di ingegneria presso l'Ateneo di Padova. Non riuscì però a conseguire la laurea, e alle lezioni universitarie alternò, senza continuità, alcuni corsi di nudo presso l'Accademia di Belle Arti di Venezia, sui quali basò una breve attività di pittore con Gino Borsato, nello studio che era già stato di Luigi Serena.
Grande amante delle arti, in questo periodo entrò nella vita culturale trevigiana, intrattenendo rapporti con varie personalità quali Arturo Martini, Gino Rossi, Toni Benetton, Juti Ravenna, Sante Cancian, Gino Borsato, Arturo Malossi, Nando Coletti, Giovanni Comisso e Dino Buzzati. Dal 1927 al 1942 fu responsabile delle Mostre d'Arte Trevigiana.
Nel frattempo, intraprende anche un'intensa attività di editorialista, pubblicando articoli e saggi non solo sull'arte locale, ma anche sulla cultura popolare e l'alpinismo, di cui fu grande appassionato. In quest'ambito, ha pubblicato le opere La montagna presa in giro (1931), Grandi imprese sul Cervino (1934), La Grande parete (1938) e Introduzione alla montagna (1946), Montagnes valdôtaines (1951, Premio Saint Vincent 1952).
Collaboratore e poi direttore dell'Ente Provinciale per il Turismo, fu autore o curatore di numerosi lavori per la promozione del territorio, come Treviso, Piave-Grappa-Montello (1938) e Treviso e la sua provincia (1940).
Nel 1937 sposò Nerina Crétier, sorella del noto alpinista Amilcar Crétier, che gli diede una figlia, Anna.
Nel secondo dopoguerra fu tra i più attivi nel recupero del patrimonio artistico di Treviso, pesantemente danneggiato dal bombardamento del 1944. Nel 1952 organizzò la Mostra della ricostruzione per ricordare i protagonisti della ricostruzione: fu la prima di una serie di esposizioni fotografiche culminanti con la tematica delle ville venete, di cui Mazzotti, discreto fotografo, documentò il grave stato di degrado in cui versavano all'epoca. I suoi sforzi non furono vani: nel 1958 veniva istituito l'Ente per le Ville Venete con l'approvazione della Legge di tutela n. 243/1958, stesa da lui stesso con Silvio Negro.
Nel 1967 presenta la mostra Le storie di Dino Buzzati, realizzata dai Lions all'Auditorium di Belluno e scrive la presentazione pubblicata nel catalogo.
Altro tema a lui caro fu l'ambiente e il paesaggio, inteso come bene da conservare e tutelare: nel 1948 curò la Mostra dell'ambiente e del paesaggio trevigiano. Non tralasciò nemmeno la gastronomia locale, in particolare con pubblicazioni sui vini.
A lui intitolata la Fondazione Giuseppe Mazzotti per la Civiltà Veneta e l'Associazione Premio Letterario Giuseppe Mazzotti.
Nel 1982, le è stato intitolato l’Istituto Tecnico Statale per il Turismo presente nella realtà trevigiana dal 1979 come sede staccata dell’Istituto “Algarotti” di Venezia.
Giuseppe Mazzotti è sepolto insieme alla moglie Nerina Crétier in montagna, nel piccolo cimitero di Santa Fosca, in comune di Selva di Cadore (BL).

## Eventi
Il 18 febbraio 2021 è stato presentato il Volume “Terra ultima chiamata” a cura dell’Associazione “Premio Letterario Giuseppe Mazzotti” e della Consulta Provinciale degli Studenti dalle ore 11.00 alle
ore 12:30 in collegamento online presso Tipoteca "Antiga" Cornuda (TV).